# Vorstädte von Eilenburg

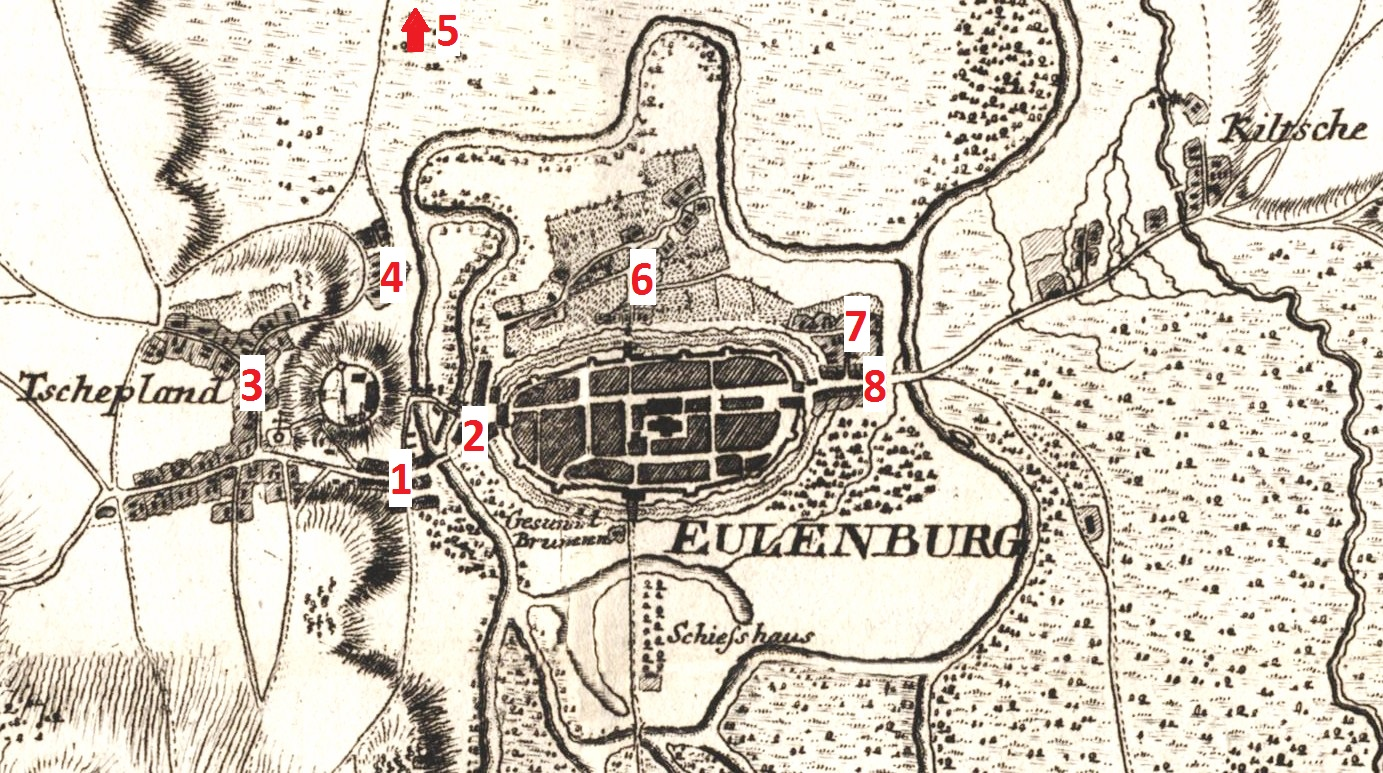
Die Cabinetskarte (1762) von Isaak Jacob von Petri gibt einen Überblick über Eilenburg und seine Vorstädte:
(1) Sand-Gemeinde
(2) Leipziger Steinweg
(3) Zscheppelende
(4) Tal-Gemeinde
(5) Hainichen
(6) Hinterstadt
(7) Gassen-Gemeinde
(8) Torgauer Steinweg

Die Vorstädte von Eilenburg sind diejenigen Siedlungsbereiche im heutigen Stadtgebiet der sächsischen Stadt Eilenburg, die bis in die Mitte des 19. Jahrhunderts als selbstständige Gemeinden existierten, obgleich ihre Entwicklung seit jeher eng mit der Entwicklung Eilenburgs verknüpft war. Man spricht in diesem Zusammenhang auch von den Acht Vorstädten Eilenburgs. Diese waren im Uhrzeigersinn im Westen beginnend die Gemeinden Sand, Leipziger Steinweg, Zscheppelende, Tal, Hainichen, Hinterstadt, Geßlinge (Gassen-Gemeinde) und Torgauer Steinweg. Im weiteren Sinne können auch die Orte Kültzschau und Wedelwitz sowie die Siedlungen im Gutsbezirk von Gut Berg als Eilenburger Vorstädte gezählt werden. Diese fallen jedoch nicht unter den Begriff der Acht Vorstädte.
Das historische Stadtgebiet Eilenburgs umfasste lediglich das Oval innerhalb der heutigen Straßen Nordring sowie Wallstraße und Dr.-Külz-Ring. In deren Verlauf befand sich eine Stadtbefestigung bestehend aus einem wassergefüllten Graben und der Stadtmauer. Der Zugang zur Stadt war nur über die vier Stadttore Leipziger Tor (West), Badertor (Nord), Torgauer Tor (Ost) und Kuhtor (Süd) möglich. Innerhalb dieser Befestigungsanlage lebten im ausgehenden 18. Jahrhundert etwa 2000 Menschen. Die vor den Toren gelegenen Gemeinden hatten jeweils bis zu 200 Einwohner.
Durch die engen räumlichen Grenzen, die die Stadtbefestigung der weiteren Entwicklung Eilenburgs setzte, gingen die Impulse für das durch die Industrialisierung begründete Wachstum allein von den Vorstädten aus. Im Jahre 1803 siedelte sich zunächst der Textilfabrikant Johann Jacob Bodemer mit einer Kattunmanufaktur in der Tal-Gemeinde an. Ihm folgten Danneberg & Sohn mit einer Kattundruckerei in der Sand-Gemeinde im Jahr 1812. 1815 kam das Eilenburger Land entsprechend den Bestimmungen des Wiener Kongresses zu Preußen, was der wirtschaftlichen Entwicklung weiteren Vorschub leistete. Die Abschaffung der Binnenzölle innerhalb Preußens 1818 durch Friedrich Wilhelm III. wirkte sich überdies positiv aus. Es folgten weitere Ansiedlungen in den Vororten wie die Strumpfwarenfabrik von Gustav Pretzel (1819) im Torgauer Steinweg, die Piqueefabrik von Dellmann & Mitscherlich (1825) in der Hinterstadt und die Kattundruckerei von Ehrenberg & Richter (1828), ebenfalls in der Hinterstadt. Die Fabriken in den Vorstädten beschäftigten schon in den 1830er Jahren rund 1700 Arbeiter, die teilweise als Heimarbeiter angestellt waren.
Schon 1820 wurden die Stadtmauern abgetragen und die Gräben verfüllt. Dies ermöglichte das Zusammenwachsen der Vorstädte mit dem alten Kernstadtgebiet. 1835 mussten die Stadttore den verkehrlichen Erfordernissen der wachsenden Industriestadt weichen. In der Konsequenz erfolgte die Eingemeindung aller Vorstadtgemeinden bis zum Jahr 1859. Eine Ausnahme stellt Hainichen dar, welches erst 1974 eingemeindet wurde und sich seinen ländlichen Charakter bis heute bewahren konnte.